# Micrempis pseudopalmae
Micrempis pseudopalmae är en tvåvingeart som beskrevs av Chillcott 1983. Micrempis pseudopalmae ingår i släktet Micrempis och familjen puckeldansflugor.
Artens utbredningsområde är Kalifornien. Inga underarter finns listade i Catalogue of Life.